# Kereszténydemokrácia a Kárpát-medencében
A kereszténydemokrácia a 20. század közepén megjelenő eszmerendszer, amely a második világháború után nyert teret elsősorban Nyugat-Európában, gyökerei pedig az a 19. század derekára nyúlnak vissza. A jaltai konferencián kialakult európai rendezés eredményeképpen Közép-Kelet-Európában végül nem nyílt tér arra, hogy az egyébként létező kereszténydemokratikus mozgalmak megerősödjenek. A történelmi Magyarország, a Kárpát-medence területein is, különböző mértékben, de jelen volt az egyház társadalmi tanításából fakadó modern, politikai eszmerendszer, amely a 20. század végén bekövetkező rendszerváltozások után léphetett újra a nyilvánosság elé.

## A kereszténydemokrácia forrásvidéke az Osztrák-Magyar Monarchia idején
Kereszténydemokráciáról, mint politikai eszmerendszerről a 20. század előtt nem beszélhetünk, viszont előzményeiről, olyan mozgalmakról, melyek később inspirálták elindulását, igen. A kereszténydemokrácia forrásvidékének tekinthető a Franciaországban kialakult liberális katolicizmus, az alkotmányos parlamentáris politikai törekvések, valamint a 19. század második felében megjelenő keresztényszocializmus. Különösen az Osztrák–Magyar Monarchia területén fontos előzmény volt a politikai katolicizmus jelentkezése, amely bár eszmeileg számos pontban különbözik a későbbi politikai mozgalomtól, képviselői azonban nagy hatást gyakoroltak az egyház társadalmi tanításának talaján álló kereszténydemokratákra.

### Nyugat-európai minták és első hazai képviselői
A liberális katolicizmus európai hírű hazai képviselője volt báró Eötvös József, aki személyes jó barátságot ápolt a mozgalom egyik úttörőjével, Charles de Montalembert-rel, valamint Deák Ferenc és Trefort Ágoston politikai tevékenységükben, egyházpolitikai kérdésekben szintén a liberális katolicizmus iránymutatásait követték.
A később kialakult hazai kereszténydemokrata irányzat azonban sokkal inkább a 19. század vége felé megjelenő politikai katolicizmus és a keresztényszocializmus jegyében kialakult csoportokat és képviselőiket tekintették előképnek. Az 1895 januárjában létrejött Országgyűlési (Katholikus) Néppárt az első olyan modern pártalakulat volt, amely világnézetű jellege szerint tételesen a keresztény értékrend talaján állt. Fontosabb szervezői voltak: gróf Zichy Nándor, gróf Zichy Aladár, gróf Esterházy Miklós Móric és Prohászka Ottokár, a hazai katolicizmus nagy alakja. Az utókor szempontjából még fontosabb volt a Néppártból 1907-ben kiváló Országos Keresztény-Szocialista Párt, amely Giesswein Sándor pápai prelátus vezetésével már következetesen az egyház társadalmi tanítása szerint fogalmazta meg programját.

### A Magyar Királyságban megjelenő politikai katolicizmus sajátosságai
Szemben a 19. század derekán jelentkező liberális katolicizmussal, a politikai katolicizmus hazánkban antiszemita nézeteket is magában foglalt és képviselt. Így tevékenységének utókor általi értékelése nem lehet egyértelműen pozitív, inkább megosztó. Különösen igaz ez a mozgalom egyik legnagyobb hatású képviselőjére, a már említett Prohászka Ottokárra, akinek a magyar katolikus egyház történetén belül Pázmány Péterrel vetekszik súlya és hatása, mégis zsidóellenes nézetei miatt személye még indulatokat kelt a történettudományon belül is. A keresztényszocialista gondolkodás nem volt egyértelműen antiszemita, Nyugat-Európában nem is kapott ilyen élt, Kelet-Európában és az Osztrák–Magyar Monarchiában alakult így az irányzat fejlődése. A társadalom, a gazdaság és az állam modernizációjában főszerepet játszó hazai zsidóság a modernizációt súlyosan kritizáló politikai mozgalom célkeresztjébe került (azzal együtt, hogy a Magyar Királyság területén élő zsidóság jelentékeny része vidéken, szegény sorban élve mit sem tudott kartelekről).
A politikai katolicizmuson belül a zsidóellenességet tovább élezte az a tény, hogy az ún. egyházpolitikai törvények életbe léptetésével (polgári anyakönyv, polgári házasság stb.) egy időben nyilvánították bevett felekezetté az izraelita vallást. (Az egyházpolitikai törvények visszavonása képezte ugyanis a Katholikus Néppárt fő célkitűzését, emiatt szerveződött meg.)
A Magyar Királyság területén jelentkező politikai katolicizmus másik sajátossága az volt, hogy bár programjában a modernitás ellen harcolt, eszköztárában a Katholikus Néppárt használta föl először a modernitás nyújtotta lehetőségeket, ez az alakulat volt az első modern értelemben vett tömegpárt. A közép-európai fejlődéstörténetekben másutt is előfordult az a kettősség, hogy egy mozgalom a modernizációt felhasználva küzdött a modernizáció ellen. A KNP társadalmi bázisának növeléséért civil szervezeteket hozott létre (katolikus olvasóköröket), a nemzetiségekhez a saját nyelvükön szólt, tudatosan fordult a nők felé, pártorgánumokat működtetett (Magyar Állam, Alkotmány, Néppárt, Népújság). E haladó szervező munkát Molnár János komáromi plébános működtette.

## Az eszmerendszer története az egyes régiókban
Az első világháborút követő békerendezés, a trianoni békeszerződés következtében a kárpát-medencei magyarság különböző országokba szakadt. A magyar kereszténydemokrácia története így különböző szálakon futott tovább.

### Kereszténydemokrácia Erdélyben
A Romániához került erdélyi magyarság 1,7–1,8 millió főt számlált, amely döntően szórványban a határmenti, partiumi területeken valamint egy tömbben, Székelyföldön élt. Hamarosan elindult az itteni magyarság önszerveződése is, és 1921-ben Kós Károly és Kecskeméthy István vezetésével létrejött a Magyar Néppárt, amely ezt követően Jósika Samu elnökletével több közösséget tömörítő Magyar Szövetséggé alakult át. Az év októberében azonban a román állam – tartva a sikeres szervezkedéstől – felfüggesztette a működését. Az 1922-es romániai választásokon két magyar párt indult: az előbb említett Néppárt, és a Grandpierre Emil vezette Magyar Nemzeti Párt. Az együttműködést a román állam nem engedélyezte, így egy fúzió eredményeképp egy új pártot hoztak létre 1922 végén, az Országos Magyar Pártot (OMP). Ez a párt 1944-ig meghatározta az erdélyi magyarság életét.
Az OMP nem volt tételesen kereszténydemokrata elveket valló párt, Európában ez az irányzat ekkor még éppen hogy kibontakozóban volt, de az erdélyi magyarság, mint kisebbségbe került közösség számára különösen fontos volt az egyházakkal és a vallással való kapcsolat, amelyek hozzájárultak az identitás megőrzéséhez. Mint a teljes erdélyi magyarajkú közösséget képviselő politikai csoportosulás széles spektrumú irányvonalakat olvasztott magába, így a párt soraiba egyaránt megtalálhatóak voltak liberális és szélsőjobboldali elveket képviselő politikusok is. A párt gazdaságpolitikája a keresztényszocializmus nézeteit igyekezett megvalósítani.
A kommunizmus évei alatt, miként a térség más országaiban sem, itt sem volt mód arra, hogy a pártállamétól eltérő elvek megjelenjenek a politikai palettán vagy egyáltalán a közbeszédben. A rendszerváltás után azonban, amely Romániában egyedülálló módon véresen zajlott le, ismét lehetőség nyírt kereszténydemokrata alapokon álló politika megvalósítására. Az 1989. december 25-én megalakuló Romániai Magyar Demokrata Szövetség az Országos Magyar Párthoz hasonlóan ernyőszervezetként kívánt működni, melybe több irányzat is betagozódhat. 1990 márciusában így jött létre a Romániai Magyar Kereszténydemokrata Párt (RMKDP), amely az RMDSZ társszervezete lett. Az RMKDP 1999 júniusában mozgalommá alakult, de továbbra is az RMDSZ kereszténydemokrata frakciójaként működik. A millennium után létrejövő új magyar pártok, mint a Szász Jenő vezette  Magyar Polgári Párt és az Erdélyi Magyar Néppárt szintén keresztény, kereszténydemokrata-konzervatív értékeket képviselnek, azonban tevékenységük főkérdése az erdélyi magyarság autonómia törekvése.

### Kereszténydemokrácia a Felvidéken
A trianoni döntés következtében elszakított felvidéki területeken csehszlovák számítások alapján 900 000, magyar számítások szerint 1 071 000 fős magyar ajkú közösség élt. Az erdélyi magyarsággal ellentétben a felvidéki területen nem volt kulturális, történelmi hagyománya a magyar közösség önálló életigazgatásának, 1919-ben azonban itt is elkezdődött a magyarság önszerveződése. 1919-ben alakult meg ugyanis a Magyar–Német Keresztényszocialista Párt, amely később  Országos Keresztényszocialista Párt néven működött. Ahogy olvasható, a párt tételesen az egyház társadalmi tanítása szerint fogalmazta meg célkitűzéseit, bár konzervatív és polgári értékeket is vallott szavazóbázisa a középosztály képviselői mellett a magyar munkásság volt, amely jól rezonált a keresztényszocialista értékrendre. A párt aktív közösségszervező tevékenységet végzett, a tételesen politizáláson túl iskolákat tartott fenn, folyóiratokat szerkesztett, majd' 820 irodájával lefedte az egész csehszlovákiai magyarságot. 1936-ban az OKSZP és a Magyar Nemzeti Párt egyesüléséből létre jött az Egyesült Magyar Párt, amely így már egészen lefedte a felvidéki magyar nyelvű politizálást. A párt kiemelkedő politikusa volt  gróf Esterházy János, aki egész életét a magyarság érdekeinek képviseletére szentelte. 1957-ben pedig, már a kommunista rendszer alatt, a börtönben hunyt el.
1945 és 1989 között itt sem volt lehetőség a kialakuló kereszténydemokrata hagyományt továbbépíteni, 1989 után azonban több kereszténydemokrata elveket valló párt is létrejött. Már 1978-ban megindult a szervezkedés a Duray Miklós vezette Charta ’77 mozgalommal, amely a későbbi politikai újjáéledés alapjául szolgált. A Magyar Kereszténydemokrata Mozgalmat (MKDM) Bugár Béla és Janics Kálmán alapította 1990 tavaszán, amely később beleolvadt az 1998-ban létrejött Magyar Koalíció Pártjába. Az MKP az RMDSZ-hez hasonlóan ernyőszervezetként működött, mely bár tételesen nem kereszténydemokrataként határozta meg magát, mégis jelentős kereszténydemokrata szárnnyal rendelkezett. 

### Kereszténydemokrácia Kárpátalján
1920-ban a kárpátaljai (akkori nevén: Ruszinszkó) területen kb. 186 ezer fős magyar lakosság élt. 1945-ig a térség Csehszlovákiához tartozott, így a helyi magyar közösség képviseletét a felvidéki politikai erők látták el. 1945 és 1989 között itt sem volt mód a plurális politikai életre, 1989-ben azonban itt is megalakult a helyi magyarság érdekvédelmi szervezete, a Kárpátaljai Magyarok Kulturális Szövetsége Fodó Sándor vezetésével. A KMKSZ kezdetben a Beregszász központú autonóm területét küzdött, amely azonban nem ért el sikert.

### Kereszténydemokrácia a Vajdaságban
Az 1920-as trianoni döntés a legnehezebb helyzetbe a délvidéki, más néven vajdasági magyarságot hozta. A hivatalnok réteg jelentős része – hasonlóan más elcsatolt területekhez – Magyarországra menekült, de itt maradt leginkább értelmiség és vezetőréteg nélkül a magyar identitású lakosság. A második világháború végén, 1944-45-ben hatalmas megrázkódtatás érte a helyi magyarságot, a délvidéki vérengzések idején több tízezer magyart végeztek ki szerb partizánok. Később azonban Tito Jugoszláviájában széles körű jogokkal rendelkeztek. Biztosított volt az anyanyelvű oktatás elemi és közép szinten, a sajtó, valamint magyar helység- és utcanév táblák álltak szerte a Vajdaság területén. A helyi magyarság helyzete (demokratikus és nemzetpolitikai szempontból) még az anyaországiakénál is jobb volt. Ez a viszonylagos béke változott meg a kelet-európai rendszerváltások idején, amikor Jugoszlávia felbomlásával súlyos és véres etnikai konfliktus bontakozott ki.
Az első magyar párt, amely 1989 után megalakult, a Vajdasági Magyarok Demokratikus Közössége (VMDK) volt, magát jobboldaliként definiálta. 1994-ben jött létre a Vajdasági Magyar Szövetség (VMSZ), amely jelenleg a legerősebb délvidéki magyar politikai pártként működik. Az európai távlatokban a VMSZ a jobboldali és kereszténydemokrata elveket képviselő Európai Néppárthoz való csatlakozást tűzte ki célul. 1997-ben, a VMDK gyengülése idején több párt is létrejött a VMDK-ból kiválók alapítása eredményeképpen, ezek között egy volt a Vajdasági Magyarok Kereszténydemokrata Mozgalma (VMKDM) Papp Ferenc vezetésével. (A közösség szoros kapcsolatot ápolt a Magyar Demokrata Fórummal.) 2005-ben végül beolvadt a VMSZ-be.